# Wasil Jakusza
Wasil Fiodarawicz Jakusza (biał. Васіль Фёдаравіч Якуша, ros. Василий Фёдорович Якуша, Wasilij Fiodoriwcz Jakusza; ur. 30 czerwca 1958 we wsi Zazymja, zm. 24 listopada 2020 w Mińsku) – białoruski wioślarz reprezentujący ZSRR, dwukrotny medalista igrzysk olimpijskich i mistrzostw świata.

## Kariera
Treningi wioślarskie rozpoczął w wieku 20 lat, służąc w marynarce wojennej ZSRR w Tyraspolu. 
Wystąpił na igrzyskach olimpijskich w Moskwie w 1980, gdzie zdobył srebrny medal w jedynkach. W wyścigu finałowym o 2,05 sekundy przegrał z Perttim Karppinenem z Finlandii, a o 3,22 sekundy wyprzedził Petera Kerstena z NRD. Nie wziął udziału w igrzyskach olimpijskich w Los Angeles w 1984, z uwagi na bojkot zawodów przez ZSRR. Brał za to udział w igrzyskach olimpijskich w Seulu w 1988, wspólnie z Ołeksandrem Marczenko zdobywając brązowy medal w dwójkach podwójnych. Radziecka dwójka uplasowała się tam o 1,74 sekundy za Holendrami i o 0,28 sekundy za Szwajcarami.
W jedynkach zdobył również srebro na mistrzostwach świata w Lucernie (1982) i brąz na mistrzostwach świata w Nottingham (1986). Wyprzedzili go odpowiednio Rüdiger Reiche z NRD oraz Peter-Michael Kolbe z RFN i Pertti Karppinen.
Otrzymał tytuł Zasłużonego Mistrza Sportu ZSRR. Po zakończeniu kariery zamieszkał w Mińsku, gdzie zmarł 24 listopada 2020.